# Takeshi Ushibana
Takeshi Ushibana (牛鼻 健 Ushibana Takeshi?, nacido el 21 de septiembre de 1977 en Kagoshima) es un exfutbolista japonés. Jugaba de centrocampista y su último club fue el Toyama Shinjo Club de Japón.

## Trayectoria

### Clubes
| Club               | País  | Año         |
| ------------------ | ----- | ----------- |
| Avispa Fukuoka     | Japón | 2000 - 2002 |
| YKK AP             | Japón | 2003 - 2007 |
| Toyama Shinjo Club | Japón | 2008        |